# Krankenhaus Bad Arolsen
Das Krankenhaus Bad Arolsen GmbH ist seit dem 1. Januar 2004 ein Tochterunternehmen der Gesundheit Nordhessen Holding (GNH AG) mit Sitz in Bad Arolsen (Landkreis Waldeck-Frankenberg). Im Krankenhaus werden jährlich ca. 6.000 Patienten stationär behandelt. Hinzu kommen rund 15.000 ambulante Behandlungen, Untersuchungen und Operationen. Seit Juli 2024 ist das Krankenhaus Bad Arolsen internistischer Spezialversorger mit dem Schwerpunkt auf Innere Medizin und Geriatrie. Die bis dahin bestehende chirurgische Abteilung wurde geschlossen.

## Geschichte

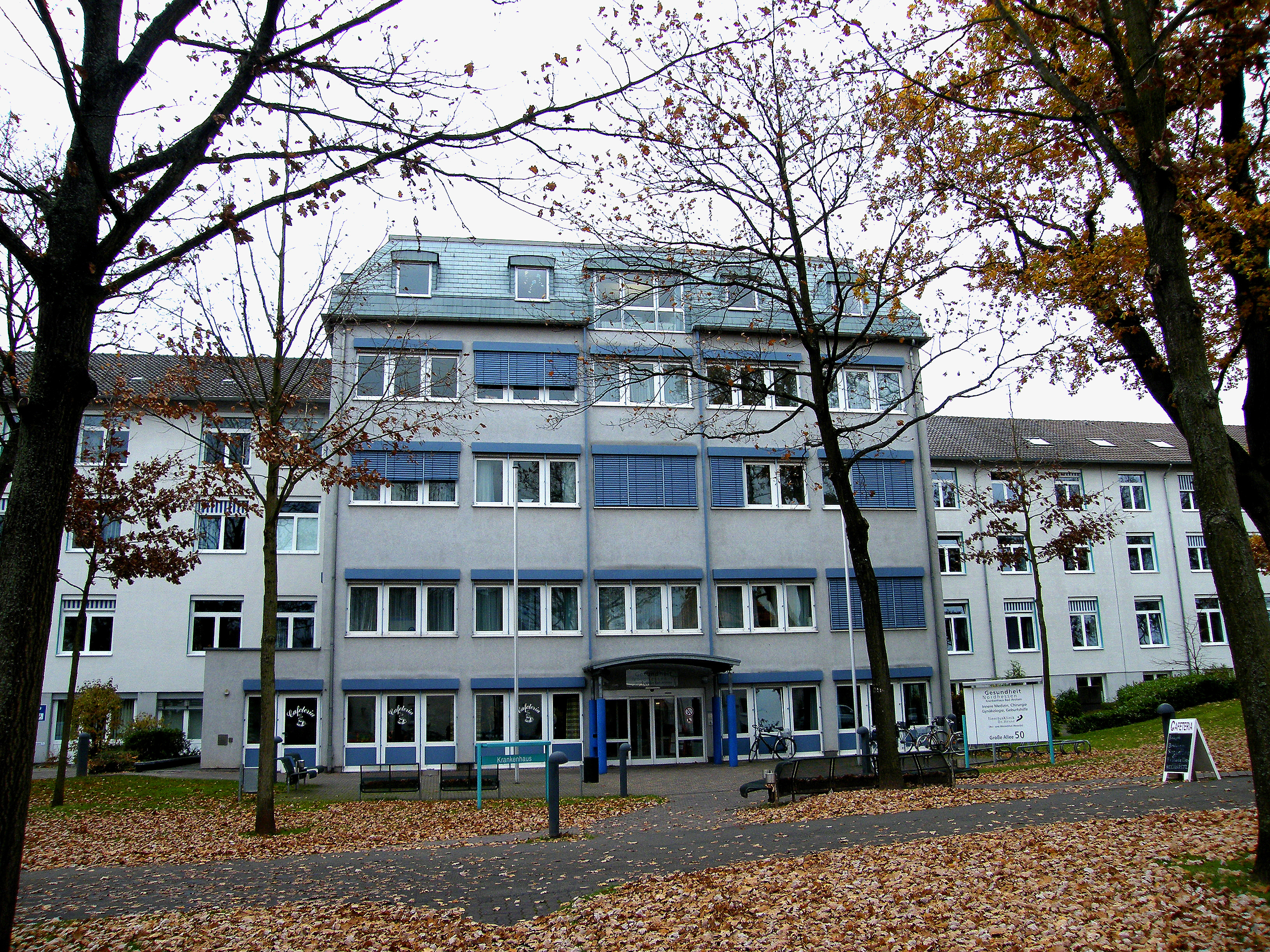
Haupteingang

Der Gedanke, ein Krankenhaus in Arolsen zu gründen, geht auf den Waldecker Geheimen Finanzrat Marc von Stockhausen und den Geheimen Hofrat Keusler zurück. Sie baten 1844 den Fürsten Georg Heinrich von Waldeck und Pyrmont, das Töpferhaus anzukaufen und dort ein Landkrankenhaus einzurichten. Der Fürst genehmigte diesen Vorschlag 1845 unter der Bedingung, dass für das Krankenhaus ein genauer Plan erstellt werde. Betrieben werden sollte das Krankenhaus von einer Stiftung, der das Gebäude kostenfrei überlassen wurde.
1851 nahm das Krankenhaus, mit überlassenem Inventar der städtischen Krankenstube, seinen Betrieb auf.
1863 wurde ein Neubau anschließend an das Töpferhaus fertiggestellt. Die Mittel für den Neubau brachte die Fürstin Helene auf. 1873 wurde das Töpferhaus wegen Baufälligkeit abgerissen und durch einen Neubau ersetzt. Das Krankenhaus erhielt auch in dieser Zeit den Namen Paulinenhospital (zu Ehren der Herzogin Pauline von Nassau).
Als eines der ersten Krankenhäuser in Deutschland erhielt das Paulinenhospital 1903 auf Veranlassung des Direktors Gottfried Mannel einen Röntgenapparat.
1959 übernahm die Stadt Arolsen die Trägerschaft von der Stiftung. Zur Sicherung der Existenz des Krankenhauses beschloss die Stadt 2003 den Verkauf des Krankenhauses an die Gesundheit Nordhessen Holding. Der Verkauf wurde zum 1. Januar 2004 vollzogen.

## Fachgebiete und Abteilungen
Das Krankenhaus hat folgende Abteilungen:

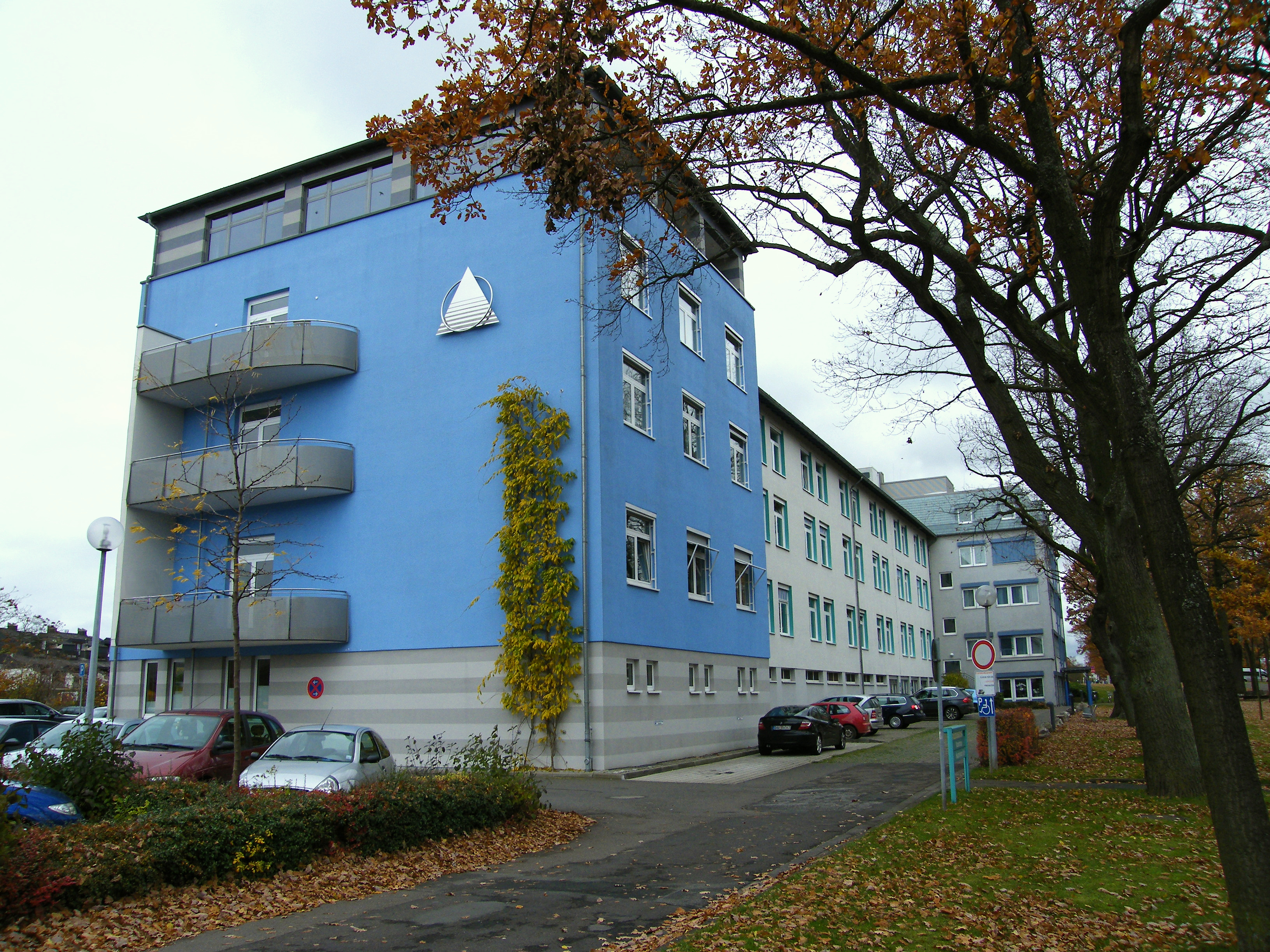
Krankenhaus Bad Arolsen seitlich mit Parkplatz

1. Innere Medizin
  1. Lungenerkrankungen
  2. Kardiologie
  3. Gastroenterologie
2. Geriatrie
3. Notfallmedizin
4. Intensivmedizin
5. Physiotherapie